# Józef Stefani
Józef Stefani (* 16. April 1800 in Warschau; † 19. März 1876 ebenda) war ein polnischer Komponist.
Der Sohn von Jan Stefani war Schüler von Joseph Elsner. Er wirkte als Kapellmeister und Musiklehrer in Warschau. Neben einigen komischen Opern und Balletten komponierte Stefani neunzehn Messen, ein Requiem, Offertorien, mehrere Ave Maria sowie Klavierstücke und Lieder.

## Bühnenwerke
- Wesele krakowskie w Ojcowie (Krakauer Hochzeit in Ojców), Ballett von Jan Stefani und Karol Kurpiński, Tänze von Józef Stefani, UA 1821
- Lekcja botaniki (Die Botaniklektion), Operette, Libretto von Franciszek Szymanowski, UA 1829
- Mimili czyli Styryiczycy (Mimili oder Die Steiermärker), Ballett, UA 1837
- Piorun (Der Blitz), Singspiel, Libretto von Borys Halpert, UA 1856
- Werbownicy czyli Hans Jurga (Die Anwerber oder Hans Jurga), dramatisches Gemälde, Libretto von Artur Oppman, UA 1870
- Trwoga wieczorna (Abendliche Furcht), Operette, UA 1872